# Teladan (Kisaran Timur)
Teladan is een bestuurslaag in het regentschap Asahan van de provincie Noord-Sumatra, Indonesië. Teladan telt 5894 inwoners (volkstelling 2010).